# ゲッカンプロボーラー
ゲッカンプロボーラー（げっかんぷろぼーらー）は実の兄弟であるyaskikutaとHIDEによるネオロマンティック・テクノユニット。略してゲツプロ（げつぷろ）と呼ぶことが多い。

## 概要
1993年、yaskikutaの高校の同級生ら約7人が月刊プロボーラーを結成。その後、メンバー編成を経て2009年、表記をゲッカンプロボーラーへと改名。
テクノを主体としながらゲツプロ節と評される泣きメロが特徴とされる。Rolandの名機TB-303を愛用し、インストゥルメンタルの作品も多い。

## メンバー
- yaskikuta（やすきくた）・本名：菊田康久（きくたやすひさ）：ボーカル担当。菊田家三兄弟の次男。1978年2月1日東京都台東区生まれ。DJ、サウンドエンジニアとしての顔も持つ。趣味がバスケットボール、スニーカー収集であることをブログ等で度々公言している。特にお気に入りはエアジョーダンシリーズ。高校生活を米国のカリフォルニアにて過ごした。無類な酒好きで記憶を無くすこともよくある。
- HIDE（ひで）・本名：菊田秀幸（きくたひでゆき）：DJ・キーボード担当。菊田家三兄弟の三男。1983年3月26日神奈川県横浜市生まれ。レーベル・aorizm recordsのオーナーとしての顔も持つ。小学生の頃から兄の影響でHardfloor等のテクノサウンドに没頭する。中学時代にはバスケットボール部にて神奈川県大会優勝校の中心メンバーとして活躍。計6年間を米国のカリフォルニアにて過ごした。兄と違い酒は全く飲まない。

## 豆知識
キャンディーロボというマスコットがいる。ライブでもたまに登場する。
月刊プロボーラー結成当時まだ10歳だったHIDEは影響をもろに受け同級生と音楽の趣味がかけ離れていった。
ライブでJUN SKY WALKER(S)のSTARTをカラオケで熱唱し、その後のプロデューサーに「いい曲だね」と言われデビューが決まった。
主宰のクラブパーティーdotechno!（ドテクノ）へHardfloorを招聘した際のHardfloorのライブ映像は本人たちも気に入っており、彼らのホームページの動画ページにもアップされている。尚。このときの月刊プロボーラーのライブはHardfloorから“Funny Live”と評された。
HIDEが加入する前に高校の同級生であるBREMENのHaiokaと月刊プロボーラーのコピーユニットとしてライブを行った事がある。
月刊プロボーラー時代はライブ衣装としてサッカーのユニフォームを着る事が多かったが現在は黒ジャケットの着用が定番となっている。尚、当時のユニフォームは1stアルバムテクーニョのジャケットに使用されている。
duo music exchangeにて行われたイベントE-tripper2にて商品のTシャツを数十枚客へ投げ込み、後でマネージャーに激怒された。
ゲッカンプロボーラーフェスタvol.7の開催2週間前にHIDEとyaskikutaが乗った車が事故に巻き込まれHIDEは脊髄損傷、yaskikutaは肋骨骨折の怪我を負い開催延期となった。その1ヵ月後、「ゲッカンプロボーラーフェスタvol.7復活祭」と題してカムバックを果たした。
度々泥酔するyaskikutaはイベント後に野良猫を追いかけ怪我を負い、HIDEが担いで帰った事がある。また、2011年に愛媛で行ったライブではyaskikutaがライブ終了と同時に意識を失い、介抱中に見かねたHIDEがフロアに放りその後復活したという。
本人達は特にボウリング好きでは無いとラジオ番組FM NACK5等で公言している。

## ゲッカンプロボーラーフェスタ
2009年12月より渋谷clubasiaを拠点にゲッカンプロボーラーが主宰する3ヶ月に1度開催されるライブイベント。毎回ゲストを招き、トリはゲッカンプロボーラーが務める。ライブ間の転換を一切省き、ノンストップのリレー方式で行われるのが特徴とされる。雑誌MARQUEEのインタビューの中で「クラブ育ちだからそもそも客が引いてしまう転換という時間を設ける発想がない」と発言している。番外編としてゲッカンプロボーラーオールナイトフェスタ（吉祥寺CLUB SEATA）やゲッカンプロボーラーフェスタ in Osaka等がある。

### 過去のラインナップ
- 2009年12月 - LIVE:ゲッカンプロボーラー / NIRGILIS / JaccaPoP / ROMERO
- 2010年3月 - LIVE:ゲッカンプロボーラー / DE DE MOUSE / JaccaPoP / レコライド
- 2010年6月 - LIVE:ゲッカンプロボーラー / m.c.A・T / HONDALADY / ミトメマコト
- 2010年9月 - LIVE:ゲッカンプロボーラー / Aural Vampire / LIL / VALKILLY / レコライド / ミトメマコト
- 2010年12月 - LIVE:ゲッカンプロボーラー / Saori@destiny / Cutie Pai / レコライド / ミトメマコト
- 2011年3月 - LIVE:ゲッカンプロボーラー / Saori@destiny / CANDLES / Cutie Pai / スパナ乙 / ミトメマコト
- 2011年7月 - LIVE:ゲッカンプロボーラー / SAWA / LIL / 空中分解 / JaccaPop / ミトメマコト
- 2011年9月 - LIVE:ゲッカンプロボーラー ※ワンマンライブ
- 2011年12月 - LIVE:ゲッカンプロボーラー / Aira Mitsuki / nuxx / MAYUMI YAMAZAKI / ミトメマコト
- 2012年3月 - LIVE:ゲッカンプロボーラー / VALKILLY / kiyoshi sugo / レコライド / KIRIA / ミトメマコト

## 作品

### アルバム
|     | 発売日        | タイトル    | iTunesエレクトロニックチャート順位 | レーベル         | 備考                                           |
| --- | ------------- | ----------- | ---------------------------------- | ---------------- | ---------------------------------------------- |
| 1st | 2004年5月26日 | テクーニョ  | ―                                  | ELECTRIC PUNCHES |                                                |
| 2nd | 2005年2月25日 | テクニコフ  | ―                                  | ELECTRIC PUNCHES | イモ欽トリオ/ハイスールララバイカヴァー収録    |
| 3rd | 2007年9月5日  | DISCO WARS  | ―                                  | ELECTRIC PUNCHES |                                                |
| 4th | 2008年10月8日 | eRETRO      | 1位                                | ELECTRIC PUNCHES | ゲストボーカルにSAWAを迎えたSUMMER OF LOVE収録 |
| 5th | 2009年7月22日 | eREVEST     | 1位                                | ELECTRIC PUNCHES | ベスト盤・ボーカル：本田みちよ                 |
| 6th | 2011年8月31日 | Romantheque | 2位                                | aorizm records   |                                                |

### その他
| 発売日         | タイトル                                  | iTunesエレクトロニックチャート順位 | レーベル            | 備考 |
| -------------- | ----------------------------------------- | ---------------------------------- | ------------------- | --- |
| 2008年10月8日  | SUMMER OF LOVE                            | 1位                                | ELECTRIC PUNCHES    | シングル / ボーカル：SAWA                                                                                            |
| 2009年12月9日  | Smile                                     | 4位                                | ELECTRIC PUNCHES    | シングル / ボーカル：本田みちよ                                                                                      |
| 2010年12月15日 | デジタルラヴァーEP                        | 1位                                | ELECTRIC PUNCHES    | 東京ゲームショウ2010 Xbox 360テーマソング・ボーカル：アッチュ(NIRGILS)                                               |
| 2011年7月20日  | モノクロ(ゲッカンプロボーラーREMIX)       | 4位(アルバム順位)                  | aorizm records      | ミトメマコト/MITOME MAKOTOアルバム内に収録                                                                           |
| 2011年7月27日  | PositiveNoise(Gekkan Probowler REMIX)     | 14位(アルバム順位)                 | Wakyo               | System 7/PositiveNoise Japan EPアルバム内に収録                                                                      |
| 2011年10月5日  | デイドリーマー                            | 2位                                | aorizm records      | nuxxとの共同制作 |
| 2011年10月12日 | Cares Noves (Gekkan Probowler Remix)      | 16位(アルバム順位)                 | aorizm records      | ELECTRONIKBOY/ダンス！アルバム内に収録                                                                               |
| 2012年2月15日  | バーボンキャッツ2011 Remixes              | 3位                                | aorizm records      | リミックス集・参加アーティスト：metalmouse、先富schweitz、スパナ乙、JacidBros、Airtech、フランク重虎、リーマンマイク |
| 2012年3月7日   | Hello, Fine Days (Gekkan Probowler Remix) | 8位(アルバム順位)                  | SPACEWALKER RECORDS | Mayumi Yamazaki/IN MY OPINIONアルバム内に収録                                                                        |

## その他

### JacidBros
HIDEとyaskikutaが2009年冬に結成した別名義のテクノユニット。これまでにイギリス、スペイン、ポルトガルのレーベルからリリースをしている。

### aorizm records
アオリズムレコーズとはHIDEが2011年5月に設立したレーベル。ゲッカンプロボーラー、ミトメマコト、VALKILLY、レコライド等が所属する。